# Балтоскандия

Расположение стран Балтии и Северной Европы
Страны Балтии
Скандинавия

Балтоскандинавская конфедерация (Балтоскандия) — геополитическая региональная концепция, разработанная Казисом Пакштасом, профессором и доктором наук в области географии и геополитики. Целью этой концепции было «продвижение идеи союза балтийских и скандинавских государств, включающего Данию, Эстонию, Финляндию, Исландию, Латвию, Литву, Норвегию и Швецию».

## Развитие
Как отмечает профессор Казис Пакштас в своей книге «Балтоскандинавская конфедерация», понятие «Балтоскандия» впервые было использовано в статье шведского профессора Стена де Геера, опубликованной в журнале Geografiska Annaler в 1928 году. Труд Пакштаса описывает Балтоскандию в нескольких различных аспектах: как географическую и культурную, экономическую, политическую и военную структуру. Он также утверждает, что один из способов для малых государств противостоять давлению больших держав — это создание альянсов и более тесное сотрудничество друг с другом. По его словам, объединяться могут только государства схожие по размеру, географической среде, религии, а также с чувством уважения и терпимости друг к другу.
В течение почти 20 лет в Паневежисе, Литва, функционировала Академия Балтоскандии (Baltoskandijos akademija). Она была основана 17 ноября 1991 года как институт научных исследований, который регулярно организует мероприятия, связанные с культурными, историческими и политическими контактами стран Балтии и Скандинавии. Его основными целями были «развитие разносторонних связей между землями и народами региона Балтоскандия и интеграция культуры Литвы в культурное пространство Балтоскандии». Академия была упразднена в конце 2009 года из-за проблем, связанных с финансированием. Финансирование обеспечивалось муниципалитетом города Паневежис, но функции академии не соответствовали критериям финансирования.
Поскольку после прихода Дали Грибаускайте на пост президента Литвы ее внешняя политика еще больше сместилась в сторону Северной Европы, в стране все чаще звучат сомнения относительно возвращения идеи Балтоскандской конфедерации.

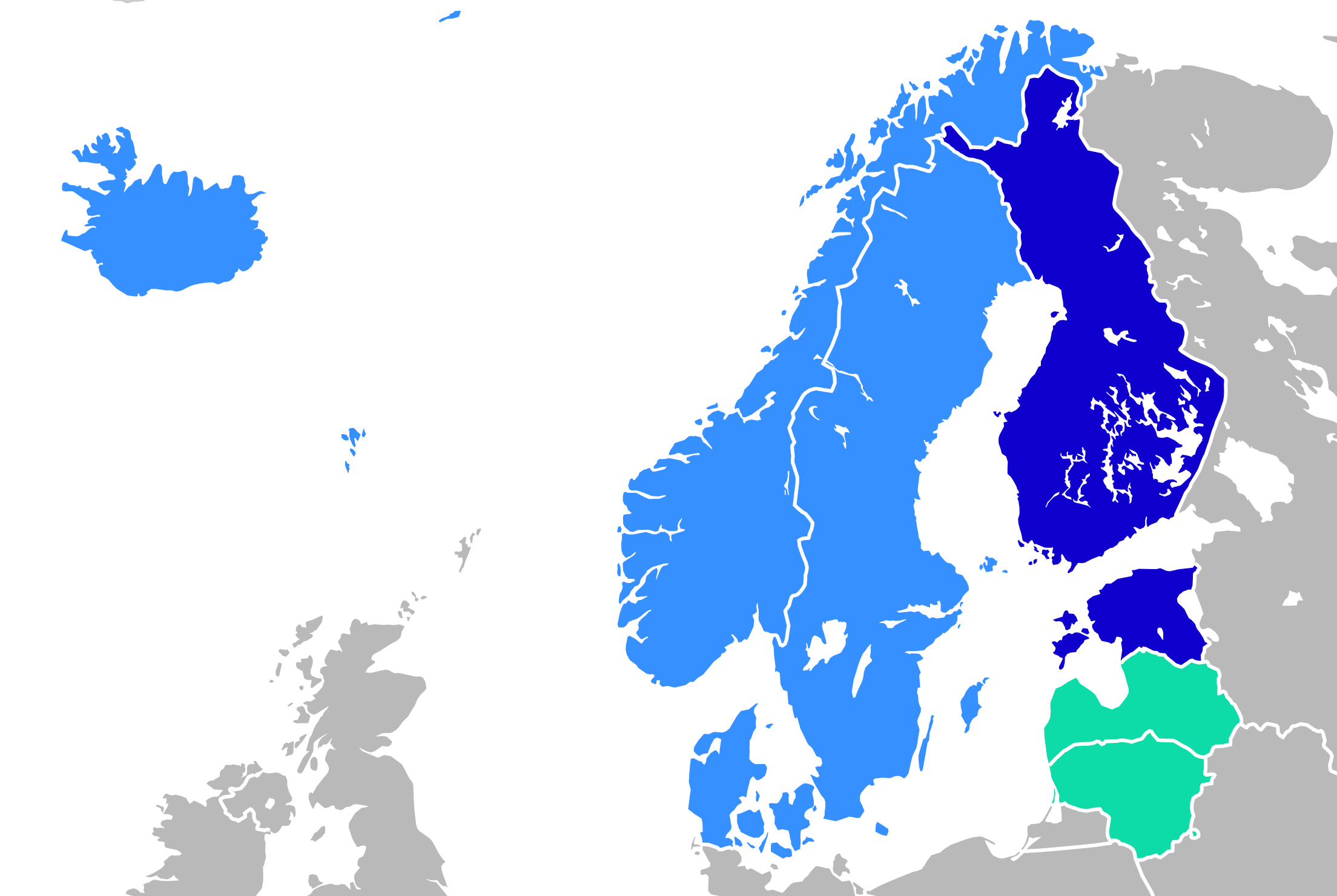
Языковые семьи в Северной Европе
Балтийские (Литва и Латвия)
Финно-угорские (Финляндия и Эстония)
Скандинавские (Дания, Фарерские острова, Исландия, Норвегия и Швеция)

## Схожие форматы
Скандинавско-балтийская восьмерка или NB8 региональный формат сотрудничества между странами Балтии и Скандинавией.